# Apple Store

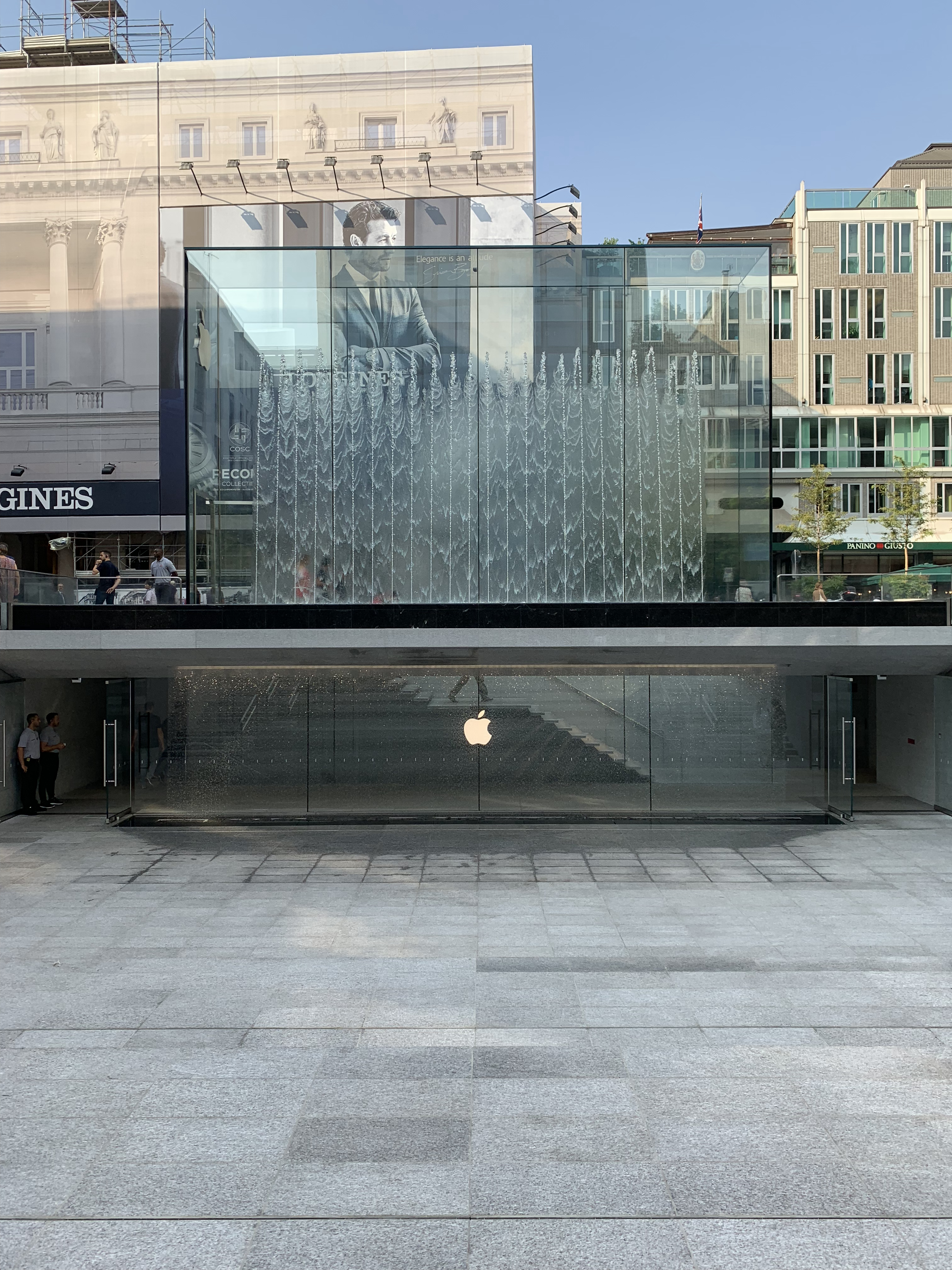
Ingresso del negozio Apple Piazza Liberty a Milano

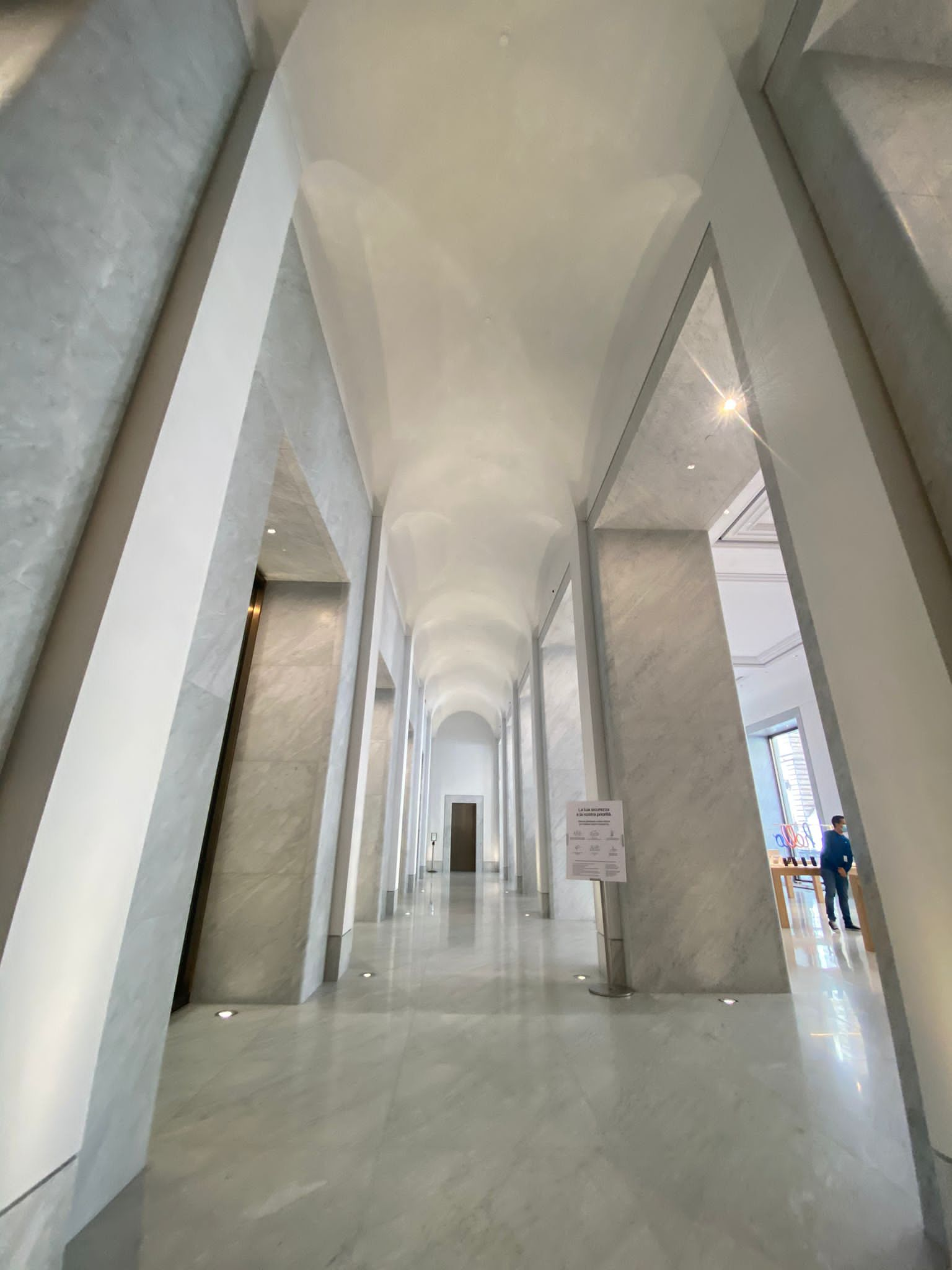
Interni dell'Apple Store di Roma (Via del Corso)

L'Apple Store è una catena di negozi di proprietà e gestione di Apple, che vende computer ed elettronica di consumo. A luglio 2025 i negozi aperti in tutto il mondo erano 535 in 27 paesi. Apple Umeda a Osaka, Giappone, è stato l'ultimo negozio aperto il 26 luglio 2025.

## Design e storia
I negozi vendono hardware e software Apple Macintosh, iPod, iPhone, iPad, Apple Watch, accessori di terze parti e altri dispositivi come Apple TV. Molti negozi possiedono una sala presentazioni per eventi e workshop atti a formare l'utenza consumer e quella professionale all'uso dei prodotti Apple. Ogni Apple Store possiede un Genius Bar, uno spazio dedicato all'assistenza tecnica e alle riparazioni. È possibile accedere ai servizi del Genius Bar previa prenotazione o, se c'è la possibilità, con una fila di utenti non prenotati direttamente in negozio.
Il 15 maggio 2001 Steve Jobs ha condotto un gruppo di giornalisti ospitati in un albergo a Tysons Corner, in Virginia per mostrare in una sorta di conferenza stampa il primo store di Apple sito al secondo piano del "Tysons Corner Center". I primi due negozi Apple hanno aperto il 19 maggio al Tysons Corner e, sempre in questa data, a Glendale (California), in California, presso la "Glendale Galleria". Il primo Apple Store con l'attuale standard di arredamento (tavoli in legno e pavimento in pietra serena), ha aperto a Pasadena, in California. Apple ha aperto il suo negozio numero 200 il 26 ottobre 2007 a Gilbert (Arizona), 2.251 giorni dopo l'apertura del suo primo store al Tysons Corner. Molti negozi sono situati all'interno di centri commerciali, ma Apple ha costruito anche negozi "stand-alone", veri e propri "fiori all'occhiello", in posizioni di alto profilo in varie città: a New York, Chicago, San Francisco, Tokyo, Osaka, Londra, Sydney, Montréal, Monaco di Baviera, Parigi, Pechino, Shanghai, Francoforte sul Meno, Amburgo, Hong Kong, Houston, Boston, Bologna, Amsterdam, Barcellona e Torino. Il negozio di Boston al numero 815 di Boylston Street è il più grande Apple Store negli Stati Uniti. Il negozio di Covent Garden a Londra (Regno Unito), inaugurato il 7 agosto 2010, è il più grande Apple Store del mondo. Il negozio di Via Roma a Torino (Italia) è il più grande Apple Store d'Italia, nonché il secondo, dopo quello di Bologna, ad aprire nel centro della città. 
Ogni Store è progettato per venire incontro alle necessità della location e dei regolamenti urbani. Apple ha ricevuto diversi riconoscimenti nel campo dell'architettura grazie al design dei suoi store, in particolare per la location di Manhattan.
Originariamente, negli Apple Store era presente un unico punto dove pagare, fino al 2006 quando Apple ha presentato un nuovo layout per i suoi store.  Il nuovo layout degli Store ha sostituito il punto dedicato ai pagamenti con il sistema EasyPay tramite palmare. Tuttavia, le classiche casse esistono ancora in numerosi Apple Store, per facilitare le transazioni non effettuate con carta di credito e i cassetti sono situati all'interno degli iconici tavoli dove sono esposti gli articoli in vendita.
Apple nel novembre 2009 ha aggiornato il sistema EasyPay (che era originariamente basato su sistema operativo Windows) per operare su iPod touch. L'iPod in questione viene fornito al personale con una propria custodia dedicata, lo scanner per codici a barre Infinite Peripherals Linea-Pro e un lettore di carte magnetiche, per permettere transazioni anche su iPod.

## Personale
Negli Apple Store il cliente è assistito da personale specializzato in compiti specifici:
- Specialist - Risponde alle domande riguardo ai prodotti della Apple e agli accessori di terze parti. Gli specialisti gestiscono le vendite dei prodotti e descrivono le promozioni e i servizi dello Store, come per esempio: AppleCare, Apple TV+, iCloud, Apple Music, Apple One ed Apple Fitness. Gli specialisti portano con sé un dispositivo portatile di pagamento chiamato EasyPay (oggi sostituito con iPod touch), utilizzato per effettuare i pagamenti dei clienti.
- Genius - Il Genius fornisce assistenza tecnica sui prodotti Apple ed esegue le riparazioni o le eventuali sostituzioni del prodotto. I clienti possono prendere un appuntamento (anche tramite il sito della Apple) per chiedere l'assistenza di un genius al Genius Bar se si riscontrano problemi con un Mac, iPod, iPhone o un accessorio Apple.
- Creative - I creativi aiutano i clienti a capire e usare al meglio le potenzialità dei dispositivi Apple con dei training aperti a tutti. contribuendo alla creazione di vari progetti (album di foto, filmati, musica). La maggior parte dei Creativi sono anche certificati da Apple per istruire i clienti sulle applicazioni più complesse di Apple (Logic Studio, Aperture, Final Cut Pro).

## Genius Bar
I Negozi Apple sono dotati di un Genius Bar, dove i clienti possono ricevere consigli tecnici o effettuare riparazioni per i loro prodotti. Il Genius Bar fornisce assistenza software per il macOS e servizi di assistenza per hardware Apple che non sia stato classificato come obsoleto. In origine, ai clienti al Genius Bar veniva offerta dell'acqua Evian. Questo servizio è stato abbandonato nel febbraio 2002.
Per affrontare il numero crescente di clienti con iPod al Genius Bar, alcuni nuovi negozi hanno allestito uno spazio apposito per l'assistenza sugli iPod, chiamato iPod Bar. Il primo iPod Bar è stato inaugurato all'Apple Store di Ginza a Tokyo; sono seguiti gli Apple Store di New York e da allora gli iPod Bar sono diventati una caratteristica comune degli Apple Store di nuova costruzione.
La maggior parte dei nuovi Apple Store dispone di una postazione chiamata lo "Studio", uno spazio simile al Genius Bar dove i clienti possono ricevere aiuto da parte di un "Creativo" su progetti di realizzazione album foto o editing di filmati.

## Apple Store in Italia
Nel 2022, in Italia sono presenti 17 Apple Store:
1. Roma - Centro Commerciale "Galleria Porta di Roma"
2. Roma - Centro Commerciale  "Euroma 2"
3. Roma - Via del Corso 181-188
4. Caserta - Centro Commerciale "Campania"
5. Catania - Centro Commerciale "Centro Sicilia"
6. Rimini -  Centro Commerciale "Le Befane"
7. Firenze - Piazza della Repubblica
8. Firenze -  Centro Commerciale "I Gigli"
9. Bologna - Via Rizzoli 16
10. Torino - Via Roma 82
11. Torino -  Centro Commerciale "Le Gru"
12. Milano - Piazza del Liberty 1
13. Milano -  Centro Commerciale "Carosello"
14. Milano -  Centro Commerciale "Fiordaliso"
15. Bergamo -  Centro Commerciale " Oriocenter"
16. Brescia -  Centro Commerciale "Il Leone Shopping Center"
17. Venezia -  Centro Commerciale "Nave de Vero"

Il 31 marzo 2007 venne inaugurato a Roma il primo Apple Store italiano.

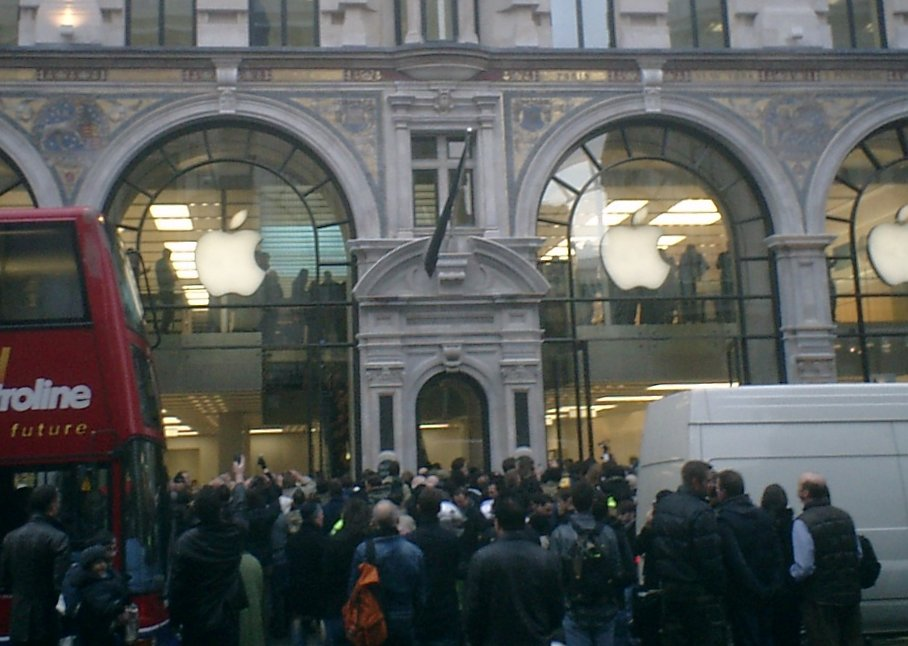
Prima apertura dello Store di Regent Street a Londra nel 2004

## Ubicazione
L'Apple Store di Regent Street a Londra è stato il primo ad essere aperto in Europa, nel novembre 2004. Il più grande Apple Store del mondo si trova proprio a Londra, a Covent Garden

Numero di negozi Apple per Stato/territorio:
>50
21–50
11–20
6–10
2–5
1
Apertura prevista

     >50
     21–50
     11–20
     6–10
     2–5
     1
     Apertura prevista
| #      | Stato/territorio    | Data di apertura del primo negozio | Posizione del primo negozio                      | Numero di negozi | Note   |
| ------ | ------------------- | ---------------------------------- | ------------------------------------------------ | ---------------- | ------ |
| 1      | Stati Uniti         | 19 maggio 2001                     | Tysons Corner Center, Tysons Corner (VA)         | 273              | [ 8 ]  |
| 2      | Giappone            | 30 novembre 2003                   | Ginza, Tokyo                                     | 11               | [ 9 ]  |
| 3      | Regno Unito         | 20 novembre 2004                   | Regent Street, Londra                            | 40               | [ 10 ] |
| 4      | Canada              | 21 maggio 2005                     | Yorkdale Shopping Centre, Toronto                | 28               | [ 11 ] |
| 5      | Italia              | 31 marzo 2007                      | Centro Commerciale Roma Est, Roma                | 17               | [ 12 ] |
| 6      | Australia           | 19 giugno 2008                     | George Street, Sydney                            | 22               | [ 13 ] |
| 7      | Cina                | 19 luglio 2008                     | Sanlitun, Pechino                                | 48               | [ 14 ] |
| 8      | Svizzera            | 25 settembre 2008                  | Rue de Rive, Ginevra                             | 4                | [ 15 ] |
| 9      | Germania            | 6 dicembre 2008                    | Rosenstrasse, Monaco di Baviera                  | 16               | [ 16 ] |
| 10     | Francia             | 7 novembre 2009                    | Carrousel du Louvre, Parigi                      | 20               | [ 17 ] |
| 11     | Spagna              | 4 settembre 2010                   | La Maquinista, Barcellona                        | 12               | [ 18 ] |
| 12     | Hong Kong           | 24 settembre 2011                  | IFC Mall                                         | 6                | [ 19 ] |
| 13     | Paesi Bassi         | 3 marzo 2012                       | Leidseplein, Amsterdam                           | 3                | [ 20 ] |
| 14     | Svezia              | 15 settembre 2012                  | Täby Centrum, Stoccolma                          | 3                | [ 21 ] |
| 15     | Brasile             | 15 febbraio 2014                   | VillageMall, Barra da Tijuca, Rio de Janeiro     | 2                | [ 22 ] |
| 16     | Turchia             | 5 aprile 2014                      | Zorlu Center, Istanbul                           | 3                | [ 22 ] |
| 17     | Belgio              | 19 settembre 2015                  | Avenue de la Toison d’Or, Bruxelles              | 1                | [ 23 ] |
| 18     | Emirati Arabi Uniti | 29 ottobre 2015                    | Mall of the Emirates, Dubai; Yas Mall, Abu Dhabi | 4                | [ 24 ] |
| 19     | Macao               | 25 giugno 2016                     | Galaxy Macau                                     | 2                | [ 25 ] |
| 20     | Messico             | 24 settembre 2016                  | Centro Santa Fe, Santa Fe, Città del Messico     | 2                | [ 26 ] |
| 21     | Singapore           | 27 maggio 2017                     | Orchard Road                                     | 3                | [ 27 ] |
| 22     | Taiwan              | 1 luglio 2017                      | Taipei 101, Taipei                               | 2                | [ 28 ] |
| 23     | Corea del Sud       | 27 gennaio 2018                    | Garosu-gil, Seul                                 | 7                | [ 29 ] |
| 24     | Austria             | 24 febbraio 2018                   | Kärntner Straße, Vienna                          | 1                | [ 30 ] |
| 25     | Thailandia          | 10 novembre 2018                   | Iconsiam, Bangkok                                | 2                | [ 31 ] |
| 26     | India               | 18 aprile 2023                     | Bandra Kurla Complex, Mumbai                     | 2                | [ 32 ] |
| 27     | Malaysia            | 22 giugno 2024                     | The Exchange TRX, Kuala Lumpur                   | 1                | [ 33 ] |
| Totale | Totale              | Totale                             | Totale                                           | 535              |        |

## Apple Store Online
Apple Store Online è il negozio elettronico di Apple dove vengono venduti tutti i prodotti dell'azienda, oltre a una nutrita serie di accessori sviluppati da terze parti. Gli acquisti possono essere effettuati tramite il sito ufficiale o l'applicazione.
In particolare, il 21 febbraio 2023 l'applicazione è stata aggiornata gratuitamente con le seguenti funzionalità:
- possibilità di condividere le proprie liste di articoli salvati;
- maggior numero di canali di accesso alle sezioni dell'app;
- informazioni dettagliate sugli Apple Store e sui loro dintorni.